# يوري ألكسندروفيتش أورلوف
يوري ألكسندروفيتش أورلوف (31 مايو 1893 - 2 أكتوبر 1966) (بالروسية: Ю́рий Алекса́ндрович Орло́в)، هو عالم حيوان وإحاثي روسي، كان عضوا في الأكاديمية السوفييتية للعلوم.

## مسيرته
كان والده «ألكسندر فيدوروفيتش أورلوف» (1855-1940) عضوا في منظمة نارودنايا فوليا، ووالدته «فيرا بافلوفنا توماركين» (1862-1899)، من عائلة يهودية ببيسارابيا.
درس أورلوف علم الحيوان والتشريح في جامعة سانت بطرسبورغ الحكومية. قام بالتدريس من عام 1916 إلى عام 1924 في كلية الطب بجامعة بيرم، خلال اضطرابات الحرب الأهلية الروسية. ومن 1924 إلى 1935 درّس في معهد أبحاث الدماغ والأكاديمية الطبية العسكرية في لينينغراد. في ذلك الوقت، درس الجهاز العصبي للمفصليات. منذ عام 1925 كرس اهتماماته البحثية في علم الأحياء القديمة. ودرس كذلك في جامعة لومونوسوف الحكومية في موسكو.
كان رئيس تحرير سلسلة من خمسة عشر مجلدًا «أساسيات علم الأحياء القديمة». في عام 1967 حصل على جائزة لينين بعد وفاته.

## وصلات خارجية
- Photo gallery: Y.A. Orlov 120 years.
- Yurij Alexandrovich Orlov memorial number. Journal of the Palaeontological Society of India. 1977. Vol. 20.